# 제시카 에니스
제시카 에니스힐(Jessica Ennis-Hill, CBE, 1986년 1월 28일 ~ )은 영국의 육상 선수로 7종 경기를 주종목으로 활약했다. 2012년 런던 올림픽 금메달리스트이다.

## 어린 시절
셰필드에서 태어나 자기 경영의 페인트공이자 장식인인 자메이카 출신 아버지와 사회 사업가 어머니에 의하여 자라왔다.
에니스는 부모가 자신과 동생 카멜을 셰필드에 있는 돈 밸리 경기장에서 열리는 달리기 대회에 데려갔을 때 어린 나이에 육상에 흥미를 개발하였다. 그녀는 즉시 스포츠를 시작하여 10세 때 거의 완벽한 허들 기술에 주의를 끌어들였다. 곧 자신의 미래 코치 토니 미니키엘로를 만나 셰필드 육상 클럽에 가입한 에니스는 14세 때에 국립 학교 선수권에서 높이뛰기를 우승하였다.
허들에 추가로 에니스는 7종 경기를 시도하였다. 고등학교를 통하여 그녀는 훈련하는 데 자신의 시간을 거의 전념하여 셰필드 대학교에서 심리학을 전공하는 동안 지속적으로 훈련하였다.

## 이름난 허들 선수
에니스는 처음에 실내 7종 경기와 실외 100m 허들을 우승한 AAA 20세 미만 선수권에서 2003년 영국의 톱 연소자 선수들 중의 하나로 자신을 설립하였다. 같은 해 그녀는 캐나다에서 열린 세계 청소년 선수권에 이어 이탈리아에서 열린 세계 주니어 선수권(2004년)과 리투아니아에서 열린 유럽 육상 주니어 선수권(2005년)과 함께 국제적으로 나가기 시작하였다. 2004년 18세의 나이로 그녀는 노던 시니어 실내 선수권에서 60m 허들을 우승하였다.
다음 몇년 동안 육상을 지속적으로 지배한 에니스는 오사카에서 열린 세계 육상 선수권 대회에서 결국 4위를 하고, 세계 혼합 종목 도전에서 2위를 하였다. 하지만, 2008년에 그녀는 주요 실망을 향하였는 데, 자신의 오른발에 골절이 생겨 베이징 올림픽을 놓치는 원인을 가져왔다.

## 2012년 하계 올림픽
경연 대회로부터 12개월의 휴식에 이어 에니스는 2009년에 돌아와 세계 육상 선수권 대회와 이듬해 세계 실내 선수권 7종 경기 타이틀을 우승하였다. 그녀는 글래스고에서 열린 파이브 팀 국제 대회에서 실내 챔피언 롤로 존스를 꺾고 60m 허들을 우승하면서 관객들에 충격을 주었다. 다음 세월에 자신의 성공을 지속하여 2012년 런던에서 열리는 자신의 첫 올림픽에 나갔다.
2012년 런던 올림픽에서 에니스는 100m 허들에서 영국 기록 12.54초를 세워 관중들을 신나서 떠들게 하였다. 기록은 1988년 서울 올림픽에서 재키 조이너 커시의 12.69초 이래 여러 7종 경기 선수들이 달린 가장 빠른 시간이었다. 높이뛰기에서 1.86m, 포환던지기에서 14.28m와 200m에서 개인 전력 22.83초를 세운 후, 그녀는 견고한 지도력을 설립하였다. 자신의 첫 종목의 거의 36시간 후에 800m와 함께 경연을 끝냈다. 8.65초의 2분 시간과 함께 금메달을 획득하여 새 올림픽 7종 경기 우승자가 되었다.
4년 후, 리우데자네이루 올림픽에서 타이틀을 유지하는 데 시도한 그녀는 벨기에의 나피사투 티암에 밀려 은메달에 그쳤다.

## 서훈
- 2013년 대영 제국 훈장 3등급(CBE)

## 같이 보기
- 높이뛰기